# Diana Beauclerk, vévodkyně ze St Albans
Diana Beauclerk, vévodkyně ze St Albans (1679 – 15. ledna 1742), rozená Lady Diana de Vere, byla britskou dvořankou a v letech 1714 až 1717 Nejvyšší hofmistryně princezny z Walesu Karoliny. Patřila také mezi krásky Hamptonského dvora Marie II.

## Rodina
Diana se narodila jako dcera Aubreyho de Vere, 20. hraběte z Oxfordu a Diany Kirkeové. 17. dubna 1694 se provdala za 1. vévodu ze St Albans, nemanželského syna Karla II. Stuarta a jeho milenky Nell Gwynové, čímž se Diana stala vévodkyní ze St Albans. Pár měl dvanáct dětí:
- Charles Beauclerk, 2. vévoda ze St Albans (1696–1751), ⚭ 1722 Lucy Werden
- Diana Beauclerková (1697–?)
- William Beauclerk (1698–1733), ⚭ 1722 Charlotte Werden
- Vere Beauclerk, 1. baron Vere (1699–1781), poslanec Dolní sněmovny, první námořní lord, ⚭ 1736 Mary Chambers (1714–1783)
- Henry Beauclerk (1701–1761)
- Sidney Beauclerk (1703–1744), poslanec Dolní sněmovny, ⚭ 1736 Mary Norris
- George Beauclerk (1704–1768), ⚭ Margaret Bainbridge
- Seymour Beauclerk (1708–1709)
- James Beauclerk (1709–1787), biskup v Herefordu
- Aubrey Beauclerk (1710–1741), námořní kapitán, padl v bitvě u Cartageny
- Mary Beauclerková (1712/13–?)
- Anne Beauclerková (1714/16–?)